# More (pel·lícula)
More és una pel·lícula de Barbet Schroeder de 1969, que mostra l'aventura d'un jove alemany que descobreix els plaers, però també l'infern de la droga, gràcies a una americana. Filmada en ple període hippy, una bona part del film passa a Eivissa que va esdevenir un lloc mític per a aquest moviment.
La banda sonora original fou signada pel grup britànic Pink Floyd que va aprofitar aquesta música per treure un àlbum també el 1969 titulat More.

## Argument
Stefan, un jove alemany marxa en auto-stop a París. Es troba amb Charlie, jugador genial i petit estafador. Durant un vespre, Stefan coneix a Estella i deixa París per retrobar-la a Eivissa.

## Crèdits
- Mimsy Farmer: Estelle Miller
- Klaus Grünberg: Stephan Brückner
- Henry Wolf: Henry
- Heinz Engelmann: Dr. Ernesto Wolf